# John W. Cady
John Watts Cady (* 28. Juni 1790 in Florida, New York; † 5. Januar 1854 in Johnstown, New York) war ein US-amerikanischer Jurist und Politiker. Zwischen 1823 und 1825 vertrat er den Bundesstaat New York im US-Repräsentantenhaus. Der Kongressabgeordnete Daniel Cady war sein Onkel.

## Werdegang
John Watts Cady wurde ungefähr sieben Jahre nach dem Ende des Unabhängigkeitskrieges in Florida im Montgomery County geboren. Er besuchte die Schule im Old Stone Manse in Fort Hunter und gradierte 1808 am Union College in Schenectady. Dann studierte er Jura. Nach dem Erhalt seiner Zulassung als Anwalt begann er in Johnstown (damals noch im Montgomery County) zu praktizieren. Er war in den Jahren 1814, 1816 und 1817 Town Clerk in Johnstown. Zwischen 1818 und 1822 sowie zwischen 1826 und 1829 war er als County Supervisor tätig. Er saß 1822 in der New York State Assembly.
Als Folge einer Zersplitterung der Demokratisch-Republikanischen Partei vor und während der Präsidentschaft von John Quincy Adams (1825–1829) schloss er sich der Adams-Clay-Fraktion an. Bei den Kongresswahlen des Jahres 1822 für den 18. Kongress wurde Cady im 16. Wahlbezirk von New York in das US-Repräsentantenhaus in Washington, D.C. gewählt, wo er am 4. März 1823 die Nachfolge von Joseph Kirkland antrat. Da er auf eine erneute Kandidatur im Jahr 1824 verzichtete, schied er nach dem 3. März 1825 aus dem Kongress aus.
Nach seiner Kongresszeit ging er in Johnstown wieder seiner Tätigkeit als Anwalt nach. Zwischen 1840 und 1846 war er Bezirksstaatsanwalt im Fulton County. Er war 1853 Friedensrichter in Johnstown. Am 5. Januar 1854 verstarb er dort und wurde dann auf dem gleichnamigen Friedhof beigesetzt.

## Familie
Er war mit Maira Caroline Livingston (1794–1833), Tochter von Catharine Marsh (1772–1854) und Beekman Livingston (1762–1842), verheiratet. Das Paar hatte vier gemeinsame Kinder:
- Livingston Cady (1816–1846)
- David B. Cady (1820–1895)
- Anna (Cady) Pomeroy (* 1822)
- John Watts Cady (1825–1859)